# ژوژانا سابو
ژوژانا سابو (مجاری: Szabó Zsuzsanna؛ زادهٔ ۳ آوریل ۱۹۹۱) بازیکن فوتبال اهل مجارستان است.
وی همچنین در تیم ملی فوتبال زنان مجارستان بازی کرده‌است.